# Titularbistum Sebastopolis in Armenia
Sebastopolis in Armenia (ital.: Sebastopoli di Armenia) ist ein Titularbistum der römisch-katholischen Kirche.
Die antike Stadt Sebastopolis heißt heute Sulusaray und liegt in der Türkei. 
| Titularbischöfe von Sebastopolis in Armenien |                                                               |                                                                                     |                    |                   |
| Nr.                                          | Name                                                          | Amt                                                                                 | von                | bis               |
| 1                                            | György Bizánczy                                               | griechisch-katholischer Apostolischer Vikar von Mukatschewe (Ukraine)               | 3. April 1716      | 22. Juli 1733     |
| 2                                            | Pál László Esterházy                                          | Weihbischof in Vác (Ungarn)                                                         | 16. September 1776 | 2. April 1781     |
| 3                                            | Étienne André François de Paule Fallot de Beaumont de Beaupré | Koadjutorbischof von Vaison (Frankreich)                                            | 16. Dezember 1782  | 1786              |
| 4                                            | Marcello Cortenovis B                                         | Apostolischer Vikar von Ava und Pegù (Myanmar)                                      | 14. Februar 1797   | 1800              |
| 5                                            | Joseph Marie Chauveau MEP                                     | Apostolischer Koadjutorvikar von Yünnan (China) Apostolischer Vikar von Tibet China | 6. Juli 1849       | 21. Dezember 1877 |
| 6                                            | Francesco Maria Rueda                                         | Weihbischof in Tunis (Tunesien)                                                     | 3. Juli 1882       | --                |
| 7                                            | Manuel Santander y Frutos                                     | emeritierter Bischof von San Cristóbal de la Havanna (Kuba)                         | 18. Februar 1900   | 14. Februar 1907  |
| 8                                            | John Stephen Vaughan                                          | Weihbischof in Salford (Vereinigtes Königreich)                                     | 13. Juli 1909      | 4. Dezember 1925  |
| 9                                            | Arthur Hinsley                                                | Rektor des Päpstlichen Englischen Kolleg in Rom                                     | 10. August 1926    | 9. Januar 1930    |
| 10                                           | Antonius Hilfrich                                             | Koadjutorbischof von Limburg (Deutschland)                                          | 31. März 1930      | 30. Oktober 1930  |
| 11                                           | James J. Roche                                                | Koadjutorbischof von Cloyne (Irland)                                                | 26. Juni 1931      | 23. März 1935     |
| 12                                           | James Dey                                                     | Militärvikar von Großbritannien (Vereinigtes Königreich)                            | 13. April 1935     | 8. Mai 1946       |
| 13                                           | George Laurence Craven                                        | Weihbischof in Westminster (Vereinigtes Königreich)                                 | 14. Juni 1947      | 15. März 1967     |
| 14                                           | Léonce Tchantayan                                             | Weihbischof in Cilicia (Libanon)                                                    | 16. Januar 1972    | 13. November 1990 |